# Pseudocopaeodes
Pseudocopaeodes är ett släkte av fjärilar. Pseudocopaeodes ingår i familjen tjockhuvuden.
Kladogram enligt Catalogue of Life:
| Pseudocopaeodes | \| \| Pseudocopaeodes chromis \| \| \| \| \| \| Pseudocopaeodes eunus \| \| \| \| \| \| Pseudocopaeodes wrighttii \| \| \| \| |
|                 | \| \| Pseudocopaeodes chromis \| \| \| \| \| \| Pseudocopaeodes eunus \| \| \| \| \| \| Pseudocopaeodes wrighttii \| \| \| \| |
|                 | Pseudocopaeodes chromis |
|                 | |
|                 | Pseudocopaeodes eunus |
|                 | |
|                 | Pseudocopaeodes wrighttii |
|                 | |